# La prima cosa bella (film)
La prima cosa bella è un film italiano del 2010 diretto da Paolo Virzì.
Il film ha ottenuto 18 candidature ai David di Donatello 2010, tra le quali quelle per il miglior film, il miglior regista e i migliori attori, vincendo tre premi, per la sceneggiatura, l'attrice protagonista (Micaela Ramazzotti) e l'attore protagonista (Valerio Mastandrea). Ha inoltre ottenuto 10 candidature ai Nastri d'argento 2010, vincendo quattro premi, per il regista del miglior film, la sceneggiatura, l'attrice protagonista (Micaela Ramazzotti e Stefania Sandrelli) e i costumi.
È stato scelto dalla commissione dell'ANICA come candidato italiano all'Oscar 2011 per il miglior film straniero.

## Trama
Estate 1971, elezione di miss Pancaldi, evento clou della stagione estiva livornese, celebrato nel suo stabilimento balneare più noto. L'elezione di Anna come "mamma più bella" sembra essere il fatto che scatena scompiglio nella storia della famiglia Michelucci, dando il via a una serie di eventi tragicomici che arrivano fino ai giorni nostri.
Bruno Michelucci, professore di lettere di mezz'età in un istituto alberghiero di Milano, è un uomo infelice e fondamentalmente insoddisfatto della sua vita. Quando la sorella più giovane Valeria lo chiama a Livorno, al capezzale della madre Anna, giunta allo stadio terminale di una lunga lotta contro il cancro, l'uomo, riluttante, si dispone a riallacciare una relazione che aveva troncato molti anni prima, durante l'adolescenza, quando fuorviato dalle maldicenze dei suoi compagni di liceo, si era convinto che la madre fosse una donna di facili costumi.
L'occasione di questo tardivo riavvicinamento diventa propizia per ripercorrere tutta l'esistenza della sua famiglia, da quella notte ai bagni Pancaldi, in cui venne piantato il seme di una distruttiva forma di gelosia del padre, passando attraverso il fallimento del matrimonio dei suoi genitori, le fughe, i litigi, la vita disordinata ma anche ricca di affettività e di momenti di allegria, gli espedienti, gli incontri fortunati, le amicizie, le perdite e i lutti, fino alla definitiva separazione da una madre mai completamente compresa, seppur profondamente e segretamente amata.
Poco alla volta Bruno diventa consapevole di segreti che non aveva mai voluto comprendere. Gli ultimi giorni di vita della madre Anna, costretta a cedere la sua prorompente ed estrosa vitalità di fronte all'avanzare inesorabile della malattia, sono l'occasione per riannodare rapporti sciolti troppo bruscamente, per rileggere, dal punto di vista di un uomo ormai maturo, fatti e comportamenti di persone che hanno affollato la sua infanzia e la giovinezza, per arrivare a concedere infine a tutti quanti, primo tra tutti a se stesso, una nuova occasione e un nuovo inizio, prima che sia troppo tardi e che la separazione diventi definitiva.

## Cast
Nel ruolo della giovane Anna Nigiotti è stata scelta Micaela Ramazzotti, moglie del regista. Lo stesso personaggio ai giorni nostri è interpretato da Stefania Sandrelli.
Nel cast della commedia corale, scritta da Virzì insieme a Francesco Bruni e Francesco Piccolo, ci sono anche Valerio Mastandrea, Marco Messeri, Claudia Pandolfi, Paolo Ruffini e Dario Ballantini.
Per la scelta dei giovani attori che hanno interpretato le diverse età di Bruno e Valeria, sono stati realizzati più di 6 500 provini in collaborazione con la quasi totalità degli istituti scolastici presenti sul territorio di Livorno e provincia.

## Colonna sonora
Il titolo del film è tratto dall'omonima canzone con testo di Mogol e musica di Gian Franco Reverberi e Nicola Di Bari, portata al successo da quest'ultimo nel 1970, di cui la cantante Malika Ayane ha realizzato una cover per la colonna sonora del film. Altri brani che si ascoltano nel film sono L'immensità (musica di Mariano Detto e Don Backy, che ha scritto anche il testo insieme a Mogol), Born to Be Alive (Patrick Hernandez), due canzoni de I Camaleonti, Eternità e L'ora dell'amore, una dei Virginiana Miller, L'angelo necessario, e tre dei livornesi Bad Love Experience, 21st Century Boy, Knowing all the Things I've Known e The Days, che sono presenti nel film anche nei panni del gruppo rock beat "Le nuove dimensioni". La scena del matrimonio ha per sottofondo l'intermezzo di Cavalleria rusticana del più celebre musicista livornese, Pietro Mascagni.

## Produzione
Le riprese sono iniziate l'11 maggio 2009.

## Distribuzione
il film è uscito nelle sale cinematografiche italiane il 15 gennaio 2010.

## Incassi
Nel primo weekend di programmazione, il film ha incassato 1336360 €, con un'uscita in 333 copie. Si tratta del miglior risultato assoluto per quanto riguarda il primo weekend dei film di Paolo Virzì. In totale il film ha incassato 6612000 €.

## Riconoscimenti
- 2010 - David di Donatello
  - Miglior sceneggiatura a Francesco Bruni, Francesco Piccolo e Paolo Virzì
  - Migliore attrice protagonista a Micaela Ramazzotti
  - Migliore attore protagonista a Valerio Mastandrea
  - Candidatura Miglior film
  - Candidatura Miglior regista a Paolo Virzì
  - Candidatura Migliore attrice protagonista a Stefania Sandrelli
  - Candidatura Migliore attrice non protagonista a Claudia Pandolfi
  - Candidatura Migliore attore non protagonista a Marco Messeri
  - Candidatura Miglior fotografia a Nicola Pecorini
  - Candidatura Migliore colonna sonora a Carlo Virzì
  - Candidatura Migliore canzone originale (21st Century Boy) di Bad Love Experience
  - Candidatura Migliore scenografia a Tonino Zera
  - Candidatura Migliori costumi a Gabriella Pescucci
  - Candidatura Miglior trucco a Paola Gattabrusi
  - Candidatura Migliori acconciature a Massimo Gattabrusi
  - Candidatura Miglior montaggio a Simone Manetti
  - Candidatura Miglior sonoro a Mario Iaquone
  - Candidatura Migliori effetti speciali a EDI – Effetti Digitali Italiani
- 2010 - European Film Awards
  - Candidatura Miglior regista a Paolo Virzì
- 2010 - Ciak d'oro
  - Migliore sceneggiatura a Paolo Virzì, Francesco Bruni e Francesco Piccolo[7]
  - Migliori costumi a Gabriella Pescucci[7]

- 2010 - Nastro d'argento
  - Regista del miglior film a Paolo Virzì
  - Migliore sceneggiatura  a Francesco Bruni, Francesco Piccolo e Paolo Virzì
  - Migliore attrice protagonista a Micaela Ramazzotti e Stefania Sandrelli
  - Migliori costumi a Gabriella Pescucci
  - Candidatura Migliore attore protagonista a Valerio Mastandrea
  - Candidatura Migliore attore non protagonista a Marco Messeri
  - Candidatura Migliore attrice non protagonista a Claudia Pandolfi
  - Candidatura Migliore fotografia a Nicola Pecorini
  - Candidatura Migliore montaggio a Simone Manetti
  - Candidatura Miglior sonoro a Mario Iaquone
- 2010 - Globi d'oro
  - Migliore attrice a Stefania Sandrelli
  - Candidatura Miglior film
  - Candidatura Migliore regista a Paolo Virzì
  - Candidatura Migliore attore a Valerio Mastandrea
  - Candidatura Migliore fotografia a Nicola Pecorini
  - Candidatura Miglior musica a Carlo Virzì
- 2010 - Alabarda d'oro
  - Migliore sceneggiatura a Paolo Virzì Francesco Bruni e Francesco Piccolo
- 2010 - Festival del cinema di Salerno
  - Trofeo Ciak festival
- 2011 - BIF&ST
  - Miglior compositore delle musiche a Carlo Virzì